# Michel Cloet

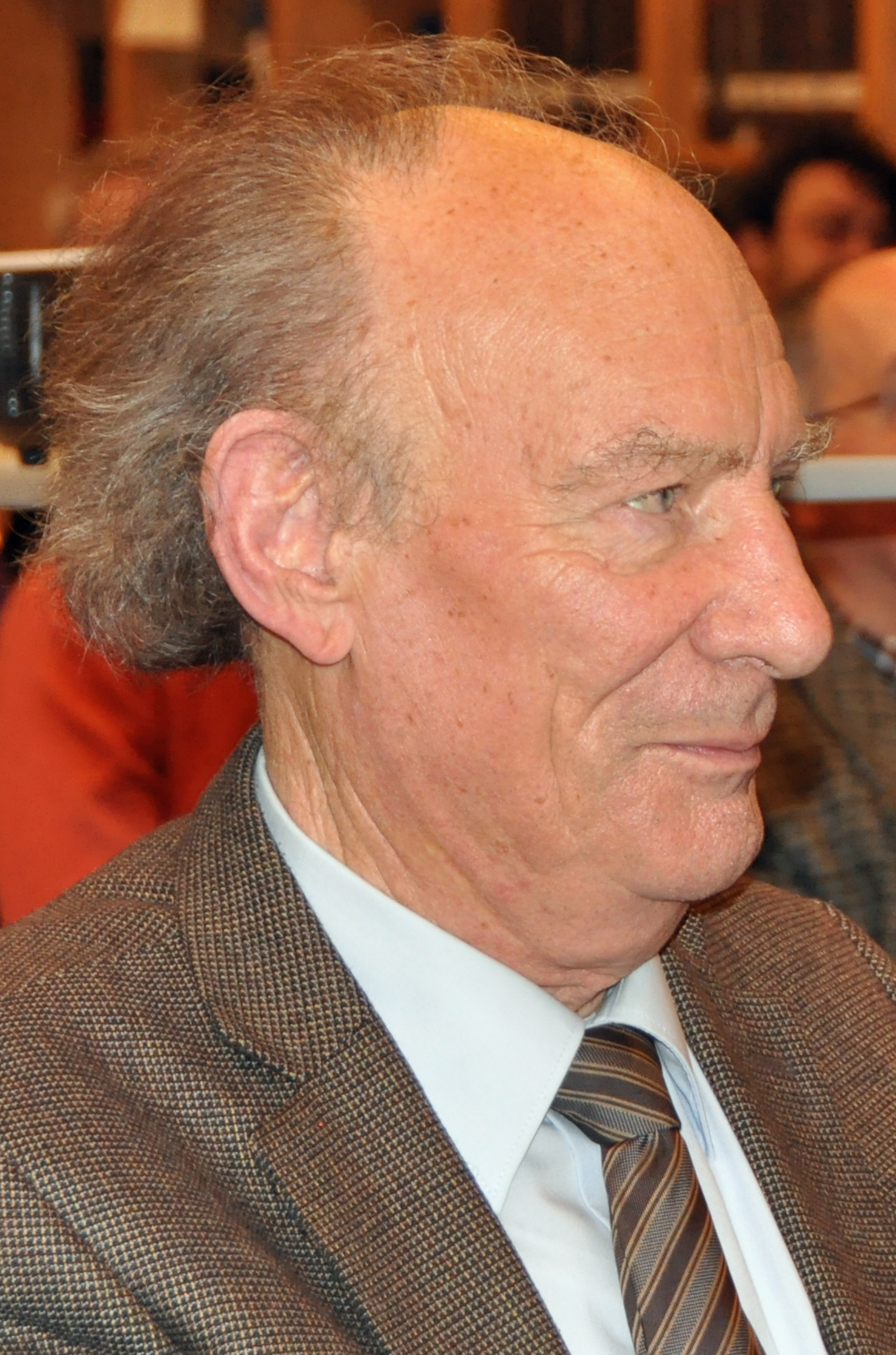
Michel Cloet

Michel Cloet (Pittem, 7 april 1931) is een Belgisch emeritus hoogleraar en historicus.

## Levensloop
Michel Cloet was de oudste van zeven en stamde uit een landbouwersfamilie (zijn vader Maurice Cloet was voorzitter van de plaatselijke Boerengilde). De naam Cloet kwam al vanaf de 16de eeuw in Pittem voor. Hijzelf trouwde met Christiane Mullie (°Tielt) en ze hebben twee zonen. Zij was directrice van de kinderdagverblijven van de Leuvense universiteit.
De Latijns-Griekse humaniora doorliep hij in het Klein Seminarie van Roeselare, waarna hij zijn universitaire studies volbracht aan de Katholieke Universiteit Leuven. Hij werd licentiaat geschiedenis in 1957 met een thesis gewijd aan de Brugse bisschop Karel-Filips de Rodoan. Hij promoveerde in 1965 tot doctor in de Wijsbegeerte en Letteren, groep geschiedenis met een proefschrift over Het kerkelijk leven in de landelijke dekenij Tielt in de 17de eeuw. Beide verhandelingen werden door de Koninklijke Vlaamse Academie van België voor Wetenschappen en Kunsten bekroond.
In dezelfde universiteit en faculteit werd Cloet achtereenvolgens monitor of studiebegeleider (1957-1967), lector (1968), docent (1973) en gewoon hoogleraar (1977). Hij werd emeritus in 1996 en hield op 26 oktober 1996 zijn afscheidscollege.
Zijn voornaamste onderzoeksdomeinen zijn de kerkgeschiedenis en de mentaliteitsgeschiedenis in de 16de-18de eeuw
Hij werd
- diensthoofd van het Monitoraat in de faculteit Wijsbegeerte en Letteren (1977-1996);
- bestuurslid van het Genootschap voor Geschiedenis te Brugge (1980-2012);
- medeoprichter van het Katholiek Documentatie en Onderzoekscentrum (KADOC);
- lid van de Wetenschappelijke Commissie van het KADOC (1976-1997);
- voorzitter van het Belgisch centrum voor landelijke geschiedenis (1991-1992);
- medestichter van Trajecta, Nederlands-Belgisch tijdschrift voor de geschiedenis van het katholieke leven in de Nederlanden.

## Publicaties
- Het kerkelijk leven in een landelijke dekenij van Vlaanderen tijdens de XVIIe eeuw. Tielt van 1609 tot 1700, Leuven, 1968
- Karel-Filips de Rodoan en het bisdom Brugge tijdens zijn episcopaat (1602-1616), Verhandelingen van de Koninklijke Vlaamse Academie voor Wetenschappen, Letteren en Schone Kunsten van België. Klasse der Letteren. Brussel, 1971.
- Religious life in a rural deanery in Flanders during the seventeenth century. Tielt from 1609 to 1700, in: Acta historiae Neerlandica (1971), p.135-158.
- Itinerarium visitationum Antonii Triest, episcopi Gandavensis, 1623-1654: de visitatiesverslagen van bisschop Triest, Leuven, 1976
- Kerkelijke instellingen en het belang ervan voor de plaatselijke geschiedenis, 16de-18de eeuw, in: De Leiegouw, 25(1983), p. 3-31
- Een onbekende catechismus van bisschop de Rodoan, 1602-1616, ontdekt in de British Libray, in: Brugs Ommeland, 23(1984), p.177-197
- (i.s.m. B. Janssens de Bisthoven en R. Boudens) Het bisdom Brugge (1559-1984): bisschoppen, priesters, gelovigen, Brugge, 1984
- Bisschop Triest op bezoek te Pamele (1624-1652), in: Historica Lovaniensia / Katholieke Universiteit Leuven. Departement Geschiedenis, vol. 189, 1985
- La religion populaire dans les Pays-Bas méridionaux au XVIIe siècle, in: Revue du Nord, 67(1985), p.923-954
- La religion populaire dans les Pays-Bas méridionaux au XVIIIe siècle, in: Revue du Nord, 68(1986), p. 609-634
- De voornaamgeving in het hertogdom Brabant (17de-20ste eeuw): een bijdrage tot de mentaliteitsgeschiedenis, in: Historica Lovaniensia, vol.196, Leuven, 1986
- (samen met anderen) Godsdienst, mentaliteit en dagelijks leven: religieuze geschiedenis in België sinds 1970, colloquium 23 en 24 september 1987 Religion, mentalité et vie quotidienne: histoire religieuse en Belgique depuis 1970, colloque 23 et 24 septembre 1987, Brussel, 1988 (Belgisch archief- en bibliotheekwezen).
- (samen met anderen) Repertorium van dekenale visitatieverslagen betreffende de Mechelse kerkprovincie (1559-1801), Leuven, 1989
- 'samen met anderen) Tien bijdragen tot de lokale en regionale demografie in Vlaanderen, Brussel, 1989
- Het decanaat Leuven in 1732-1734: visitatieverslag van deken Rombout Van Kiel, Brussel, 1990
- (i.s.m. L. Collin en R. Boudens)  Het bisdom Gent (1559-1991): vier eeuwen geschiedenis, Gent, 1991
- (samen met anderen) Het vormsel, KADOC studies / Katholiek Documentatie- en Onderzoekscentrum [Leuven], Leuven, 1991
- Een kwarteeuw historische productie in België betreffende de religieuze geschiedenis van de Nieuwe Tijd, in: Trajecta, 4(1995), p. 198-223
- (samen met anderen) Geboorte en doopsel, KADOC studies / Katholiek Documentatie- en Onderzoekscentrum [Leuven],Leuven, 1996
- (samen met anderen) Toernooi: quizboek over geschiedenis, Leuven, 1998
- (samen met anderen) Het huwelijk, Katholiek Documentatie- en Onderzoekscentrum [Leuven], Leuven, 2000
- De personalisering van de zielzorg na Trente. Ambities en realisaties in de Mechelse kerkprovincie, in: Trajecta, 9 (2000), p.3-27
- De kerk en haar invloed in: (Paul Janssens, dir.), België in de 17de eeuw. De Spaanse Nederlanden en het prinsbisdom Luik. Band II: Cultuur en Leefwereld, Dexia Bank/Snoeck Gent, 2006, blz. 11-62 (ook in het Frans).
- Het Sint-Blasiushospitaal te Deinze in de 17de en 18de eeuw, in: Bijdragen tot de geschiedenis van Deinze en de Leiestreek, 70(2003), p.147-214
- (samen met anderen) Geschiedenis van Deinze, dln. 1 en 3, Deinze 2003, 2007
- (samen met anderen) De geschiedenis van Tielt: een nieuwe kijk op een rijk verleden, Tielt, 2009